# 과테말라
과테말라 공화국(스페인어: República de Guatemala 레푸블리카 데 과테말라[*], 문화어: 과떼말라)은 중앙아메리카에 위치한 나라이다. 북쪽과 서쪽은 멕시코, 동쪽은 벨리즈와 카리브해, 남동쪽은 온두라스와 엘살바도르, 남쪽은 태평양과 접한다. 인구는 약 1660만 명으로 중앙아메리카 전체에서 인구가 제일 많다. 최대 도시이자 수도는 과테말라시티이다.

## 어원
과테말라라는 나라이름의 기원은 원주민에서 나왔다고 하지만, 정확하지 않다. 혹자는 마야어로 "나무의 땅"이라는 뜻으로 설명한다. 다른 의견은 나와틀어로 "Quauhtitlan"인데 이것은 "나무들 사이"라는 뜻이다. 이것은 스페인의 정복 기간 중 페드로 데 알바라도(Pedro de Alvarado)를 수행하였던 틀라스칸테칸(Tlaxcaltecan) 군사들이 이 지역에 붙인 이름이었다. 아마도 그들의 말로 "키체"로 번역되며, 이것은 "많은 나무"를 뜻한다. 또 다른 주장은 과테말라는 나와틀어로 "coactlmoctl-lan"가 스페인어로 변형되었다고 한다. 이것은 "뱀을 먹는 새의 땅"이라는 뜻이다. 이것은 과테말라의 독수리를 상징하는 의미일 수도 있다.

## 역사

### 고대
과테말라에 인간이 정착했던 최초의 흔적은 적어도 기원전 12,000년까지 거슬러 올라간다. 과테말라 여러 지역에서 발견한 흑요석 화살촉 등 유물로 추정하면 기원전 18,000년까지도 상정할 수 있다. 과테말라 선주민이 채집 및 수렵 생활을 하였다는 고고학적 증거가 있다. 페텐 분지(Petén Basin)와 태평양 해안에서 발견한 기원전 3500년경 꽃가루가 이 지역에 옥수수 문명을 형성했다는 증거이다. 고원지대인 엘 키체(El Quiché)주와 중부의 태평양 해안에 위치한 에스쿠인틀라(Escuintla)주 시파카테에서 고고학적 유물(기원전 6500년)을 발견하였다. 현대 과테말라의 영토는 마야 문명의 핵심적인 지역이었다.

### 식민통치
아메리카 대륙에 1492년 10월 12일 콜럼버스가 도착한 이후에 일확천금을 꿈꾸는 유럽 탐험가들이 황금을 찾으려 몰려들었다. 1521년, 코르테스가 아즈텍 제국을 정복하고, 1533년 피사로가 잉카제국을 완전히 정복하며 신대륙은 발견과 '탐험 시대'에서 '정복 시대'로 변했다.
스페인이 과테말라 지역을 1523년에 정복하였다. 코르테스 휘하의 페드로 데 알바라도(Pedro de alvarado)가 소코누스코(Sononusco) 지역 원정에서 정복활동이 시작했다. 복속시킨 원주민 부족들과 함께 구성한 원정대는 남으로 이동하여 과테말라 키체 왕국을 침공하였다. 키체 왕국 전사들이 강하게 저항하였으나 1524년 올린테페케(Olintepeque) 계곡의 전투에서 패배하며 스페인 치하에 들어갔다. 같은해 7월 25일 수도를 건설하여 산티아고로 명명했다.
1542년, 스페인은 누에바에스파냐 부왕령중에 알바라도가 정복한 지역을 '과테말라 총독령'으로 분류했다. 그 후 총독청을 설치하여 페드로 데 알바라도(Pedro de alvarado)를 총독으로 임명하며 본격적인 식민통치를 시작했다. 과테말라 총독청의 관활지는 현재의 과테말라, 엘살바도르, 온두라스, 니카라과, 코스타리카,멕시코 치아파스주 지역에 해당하며 누에바에스파냐에 속했으나 사실상 각 지역별로 자치권을 행사했다. 총독청을 설치했던 과테말라 수도는 식민지 기간 동안에 중미 지역의 정치, 경제, 사법, 행정 중심 지역이었다.
1527년과 1541년에 두 차례나 수도를 이전하였으나 1775년 12월 1일에 큰 지진이 발생하여 수도를 현재의 과테말라시로 이전하였다. 멕시코나 볼리비아와 달리 금과 은 등 희귀금속이 적어 카카오, 인디고, 면화, 담배 등 수익성이 좋은 작물을 재배하였다. 스페인이 작물 독점 교역 정책을 유지하자, 주민들 사이에 밀무역이 성행하였다.

### 독립
독립 무장투쟁을 하던 멕시코 이달고와 모렐로스 신부가 숨을 다한 후에도 이투르비데가 1821년 2월 이괄라 계획을 선언하며 독립 무장투쟁을 이어갔다. 누에바에스파냐 부왕과 1821년 8월에 코르도바 조약을 체결하며 멕시코가 스페인에서 독립하자 과테말라 총독은 중미 지역대표들을 소집하여 각 지역의 미래와 계획을 논의했다. 그 결과로 스페인과 단절한 후에 멕시코와 통합하기로 결정하였다. 1822년 1월 5일 멕시코에서 이투르비데가 멕시코 황제로 즉위한 후 군주의 명령으로 과테말라를 멕시코 제국으로 합병하였다.

### 중미 연방
1823년 초 군주의 최측근이었던 '산타 안나' 대령의 공화국 설립 쿠데타는 멕시코 군주였던 '아우구스틴 1세', 이투르비데를 축출하였고, 멕시코 제1제국은 사라졌다. 자치권을 유지하던 과테말라, 엘살바도르, 온두라스, 니카라과, 코스타리카는 멕시코 제국과 통합이 사라지자, 독립한 후 같은 해 7월 중미연방공화국을 형성하였다. 11월 22일에 각 지역 주 정부의 자치권을 보장하며, 영방공화국을 선언하는 연방헌법을 공포했다. 연방이 출범하며 연방정부의 중앙 집권을 강화하였지만, 오랜 기간 자치권을 유지하던 지역간 이해관계가 상충되며 연방 체제에 반감이 생겨났다.
1824년 엘살바도르 출신 '마누엘 호세 아르세'가 연방 대통령으로 선출되었으나, 과테말라 보수주의자들과 온두라스 자유주의자들이 마누엘의 정책에 반발하며 내란이 발생했다. 온두라스 출신 '프란시스코 모라산' 장군이 1827년 '마누엘 아르세 정부'를 무너뜨리고, 1830년 중임 가능한 4년 임기의 연방 대통령에 당선되었다. 연방의 개혁을 추진하던 '프란시스코 모라산 정부'는 1837년 연방 대부분 지역에 콜레라가 창궐하며 위기를 맞았다. 민심이 흉흉해지며 여러 지역에서 민중봉기가 발생하였다. 호세 라파엘 카레라가 이끄는 내란 세력이 1838년 4월 수도 과테말라시를 침공하여 점령하고 연방정부를 두 번째로 무너뜨렸다. 이로써 중미연방공화국은 완전히 국가 기능을 상실했다.
1838년 5월 회기 중이던 중미연방의회는 각 주의 독자적인 헌법제정과 독립을 허용하는 법안을 입법 결정하였다. 그러자 니카라과, 코스타리카, 온두라스가 연방을 탈퇴하였고 중미연방은 15년만에 해체되었다. 1844년 호세 라파엘 카레라가 과테말라 대통령에 선출되었고 1847년 3월 21일 과테말라를 공화국으로 선포하였다.

### 현대
과테말라는 20세기 초반부터 미국 과일 회사(United Fruit Company)와 미국 정부가 지원하는 일련의 독재자들이 통치하였다. 1944년 권위주의적 지도자, 독재자 호르헤 유비코(Jorge Ubico) 정권을 친민주 성향의 군사 쿠테타가 무너뜨렸다. 10년간 혁명기간 동안 사회와 경제 전면적 개혁을 실행하였다. 그러나 1954년 미국이 지원한 군사 쿠데타로 과테말라 민주 혁명과 개혁 활동은 끝이 났고, 미국이 승인한 독재자들이 과테말라를 지배했다.
과테말라는 1960년에서 1996년까지 군대가 자국민에게 자행한 과테말라 대학살 사건을 비롯하여, 미국이 후원하는 정부와 좌익 반군 사이에서 벌어진 내전 등을 겪어야 했다.
과테말라는 유엔의 평화 협정 이후에도 국민들의 빈곤, 범죄, 마약 및 사회 불안이 남았지만, 경제 성장과 성공적인 민주 선거를 이루었다.

## 지리

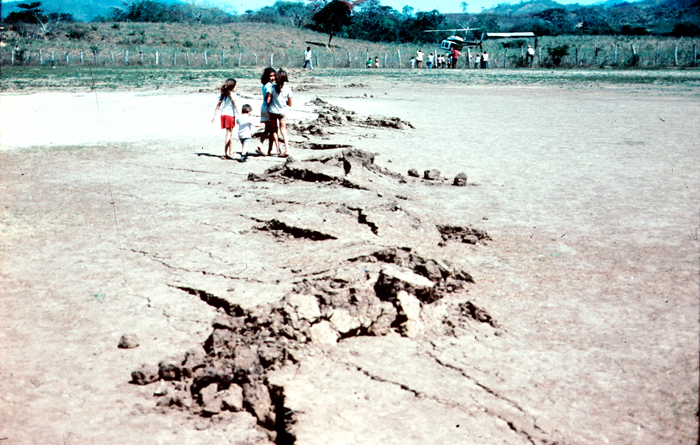
1976년 과테말라 지진(M=7.5)(:en:1976 Guatemala earthquake)때 축구장에 나타난 모타구아(Motagua) 단층의 자취이다.

과테말라 국토를 동서로 흐르는 산맥을 따라 세 개 지방으로 나눈다. 태평양 쪽의 좁은 해안평야와 북부의 넓은 저습지는 덥고 건강상 좋지 않은 지방이다. 그 지역 이외는 산악지대이다. 중앙의 산지나 고원은 상당히 시원하고 쾌적하며, 건기와 우기 중에서 특히 건기에 지내기 좋다. 따라서 인구의 태반이 중앙고지에 집중해 있으며, 수도인 과테말라 시도 해발 약 1,500m의 고지에 있다. 중앙산지는 멕시코에서 이어져온 험준한 습곡 산맥이며, 태평양 연안을 따라 화산이 즐비하다. 화산성 토양은 비옥하므로 이 지역에는 농업이 발달했다. 2018년 푸에고산 분화가 일어날 만큼 활화산이나 지진의 활동도 격심하다. 약 50년 전 대지진(en:1976 Guatemala earthquake)으로 수도 지역 거의 대부분이 파괴되었다.
주요 도시들은 태평양 연안 지역에 있으며 북쪽의 페텐 지역은 산발적으로 인구가 분포하다. 해발고도에 따라 기후가 다양하며 저지대일수록 습하고 열대 기후에 가깝다. 반대로 높은 지역은 상당히 건조하다.
과테말라 내를 흐르는 강은 대개 얕고 짧지만 리오둘세 강의 경우 더 크고 깊으며 주요 강은 이웃 국가인 벨리즈를 거쳐 카리브해와 멕시코만으로 흐른다.
과테말라는 오랫동안 벨리즈와 영토 분쟁이 있었다. 과거 스페인 식민 역사 때문이었고, 1859년 영국과 과테말라가 영국령 온두라스의 경계 확정을 합의하였다.

### 단층
중앙아메리카의 과테말라는 지진이 활발하며, 활성인 모타구아(Motagua) 단층과 믹스코(Mixco) 단층이 지나간다. 모타구아 단층은 북아메리카판과 카리브판의 경계이며, 산안드레아스 단층과 같이 두 판이 서로 미끄러질 때 지진이 발생한다. 1976년 과테말라 지진(M=7.5)으로 광범위하게 국토를 파괴한 주요 원인으로 모타구아 단층을 지목하였다.

## 정치
과테말라는 대통령이 국가 수반과 정부 수장인, 다당제 체제의 민주 공화국이다. 행정권은 정부에 의해 행사되고 입법권은 정부와 의회에 모두 부여된다. 사법부는 행정부와 입법부에 독립적이다.

### 행정 구역

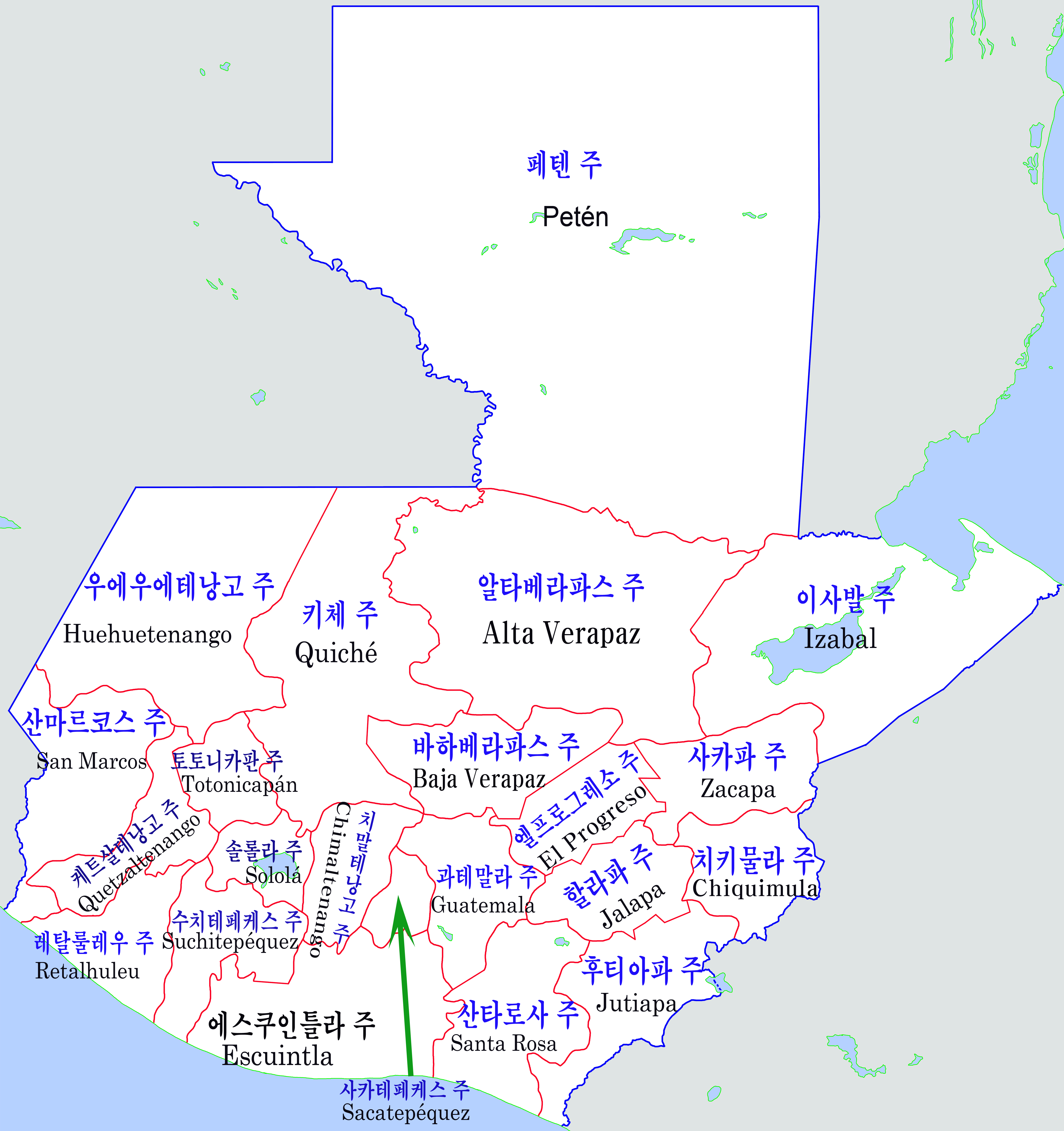
과테말라의 주

과테말라 시는 열대 고원에 위치하는 과테말라의 수도이자 중앙아메리카의 최대 도시이다. 인구는 245만 0,212명(2018년 기준)이다. 기온은 연평균 20°C로 쾌적하나 지진의 피해가 많다.
과테말라의 주 (departamento)는 총 22개 주로 구성되어 있으며 다음과 같다.
| 1. 알타베라파스 주(Alta Verapaz) 2. 바하베라파스 주(Baja Verapaz) 3. 치말테낭고 주(Chimaltenango) 4. 치키물라 주(Chiquimula) 5. 페텐 주(Petén) 6. 엘프로그레소 주(El Progreso) 7. 키체 주(Quiché) 8. 에스쿠인틀라 주(Escuintla) 9. 과테말라 주(Guatemala) 10. 우에우에테낭고 주(Huehuetenango) 11. 이사발 주(Izabal) | 1. 할라파 주(Jalapa) 2. 후티아파 주(Jutiapa) 3. 케트살테낭고 주(Quetzaltenango) 4. 레탈룰레우 주(Retalhuleu) 5. 사카테페케스 주(Sacatepéquez) 6. 산마르코스 주(San Marcos) 7. 산타로사 주(Santa Rosa) 8. 솔롤라 주(Sololá) 9. 수치테페케스 주(Suchitepéquez) 10. 토토니카판 주(Totonicapán) 11. 사카파 주(Zacapa) |

### 대외 관계
과테말라는 대한민국과 1962년 수교하였으며 북한과는 2007년 수교하였다. 주(駐)과테말라 미국 대사관은 과테말라 시티에 있다. 미국 국무성에 따르면, 미국과 과테말라는 전통적으로 친밀한 관계를 유지해왔으나, 인권, 시민 운동, 군사 문제 등에서 때로 갈등을 빚어왔다.
과테말라는 또한 1948년 대한민국을 독립국으로 정식 승인하였다. 대한민국은 1974년 과테말라에 대사관을 설치하였고, 과테말라 측은 1977년 주한국 대사관을 설치하였다.
과테말라는 현재 대만과 수교하고 있으며 중국과는 외교관계가 없지만 경제적으로 교류가 많은 편이다.

## 경제
전체 인구의 52% 가 농촌에 거주하고 전체 취업 인구의 50%가 농업에 종사하며 대부분이 소작농이다. 1994년 이래 수출이 크게 늘어나고 있으나 21억 달러의 외채, 인플레이션, 실업 등 경제문제가 산적해 있다. 주요 수출품은 커피, 면화, 바나나, 설탕, 원유 등이며, 수입품은 소비재 연료, 윤활유 등이다. 또한 과테말라는 세계 커피 수출량 8위 기록을 보유하고 있다.
국민의 생활 수준은 평균적으로 낮으며, 평균 수명은 72세이다. 빈부의 차이는 극히 심하고 인구의 10%가 국민 전체의 소득의 47%를 차지하는 한편, 국민의 51%는 빈곤층에 속해 있다.
국민의 대다수를 차지하는 마야족 등 선주민은 대체로 영세한 소규모 농업에 종사했고 스페인어를 읽고 쓰는 데에 서툴기 때문에 다른 직업에 종사할 기회도 적다.

## 사회
과테말라는 300∼900년경에 원주민 마야민족이 찬란한 마야문명을 꽃피웠던 곳이나 현재는 국민의 절반 이상이 문맹이며, 의무교육제도의 효과를 거두지 못하고 있다. 과테말라의 민속악기 마림바는 세계적으로 유명하다. 곳곳에 마야의 풍속이 짙게 남아 있어, 도시 특권층의 서구 생활양식과 대조를 보이고 있다. 과테말라는 마을에 따라 옷색깔이나 머리 장식이 다른데, 하나같이 원색의 기하학적 무늬를 즐겨 사용한다. 그래서 과테말라의 시장은 항상 원색의 물결을 이룬다. 해발 2071m에 자리잡은 치치카스테낭고는 인디오말로 가시가 있는 지치자라는 땅을 뜻하는데 목요일과 일요일에 서는 시장으로 유명한 곳이다. 과테말라의 축제는 그리스도교와 마야 토착종교의 제사가 혼합된 것으로 그 수가 많다. 마을마다 수호 성인의 축제일이 있다. 축제일에는 큰북, 피리 등의 민속악기 연주와 정복자의 춤, 무어인과 그리스도교도의 춤 등 전통무용을 볼 수 있다.

### 주민
중남미에서 원주민의 비율이 가장 높은 나라의 하나이다. 중앙아메리카인의 원주민과 라디노(Ladino) 또는 메스티조 41.4%(아메리카 인디안과 스페인인의 혼혈)과 백인(주로 스페인인. 또한 독일인, 영국인, 이탈리아인, 스칸디나비아인 후손도 있음)이 18%를 차지하며, 아메리카 인디안은 키체(K'iche) 9.1%, 카치켈(Kaqchikel) 8.4%, 맘(Mam)족 7.9%, 케치(Q'eqchi) 6.3%이다. 기타 8.6%는 다른 마야인이고, 0.2%는 비(非)마야 원주민, 0.1%는 기타이다. 지배계급은 혼혈이다.

### 교육
과테말라의 공용어는 이웃국 멕시코, 온두라스처럼 다수가 스페인어로 국민의 60% 정도가 사용하고 있으며, 지리적으로 가까운 멕시코식의 스페인어에 비슷한 발음을 사용한다. 나머지의 40%는 각 지역의 방언을 사용한다. 문맹률은 69.1%로, 중앙아메리카에서 아이티나 니카라과 다음에 속한다.

## 문화

### 종교
천주교 47%
개신교 40%
무종교 10%
기타 5%
천주교 영향이 있지만, 중미지역에서 개신교가 발전한 나라이다.

### 관광
과테말라에 마야문명 유적이 여러 곳에 있으며, 대성당과 같은 근대적 건물과 전통 건축물이 다양하다. 중앙공원(Parque Central)은 시 중심에 위치한 시민의 휴식처로 주위에는 북쪽에 정부청사와 공원서쪽에는 성당 등 주요한 건물들이 있다. 정부청사는 1939∼1943년에 걸쳐 세운 조각이 정교한 중요건물이며, 메트로폴리탄 성당은 1809년에 완성한 흰색건물이다. 이 주변은 최대 번화가로 상점가, 영화관 등이 있다. 아틀란호 (Lago Atitlan)는 과테말라시티에서 서쪽으로 약 150km에 위치, 해발 1,562m에 세계 최고로 아름다움을 자랑하는 칼데라 호수이다. 호수 주변에는 산페드로 산 (Volcan San Pedro, 3,020m), 톨리만 산 (Volcan Toliman, 3,158m), 아티틀란 산 (Volcan Atitlan, 3,535m)이 펼쳐져 장관을 이룬다. 또 아티틀란 호반에는 인디오 촌락이 있다.
치치카스테낭고(Chichicastenango, 일명 인디오 마을)는 과테말라에서 두 번째로 큰 종족인 마야 키체 족 마을이다. 해발 1600m 고산지대에 위하며, 교통상 오지에 속해 아직도 많은 전통이 고스란히 남았다. 치치카스테낭고란 "가시가 있는 치치나무가 자라는 땅"이란 뜻의 인디오 말로 그냥 "치치(chichi)"라고도 한다. 이 작은 마을에 일주일에 두 번 목요일과 일요일, 장이 열리면 인근 인디오들이 모여 일용품부터 민예품을 거래하는 장이 열린다. 장이 열리기 하루 전날부터 시골 구석구석에서 사람들이 모여든다. 과테말라다운 생활·문화·전통 등을 접할 수 있는 곳이다.

### 스포츠
과테말라에서 가장 인기있는 스포츠는 축구와 야구,농구 등으로 축구는 골드컵, 야구는 팬 아메리칸 게임에 참여한다.

## 같이 보기
- 테쿤 우만